# Melbourne Castle

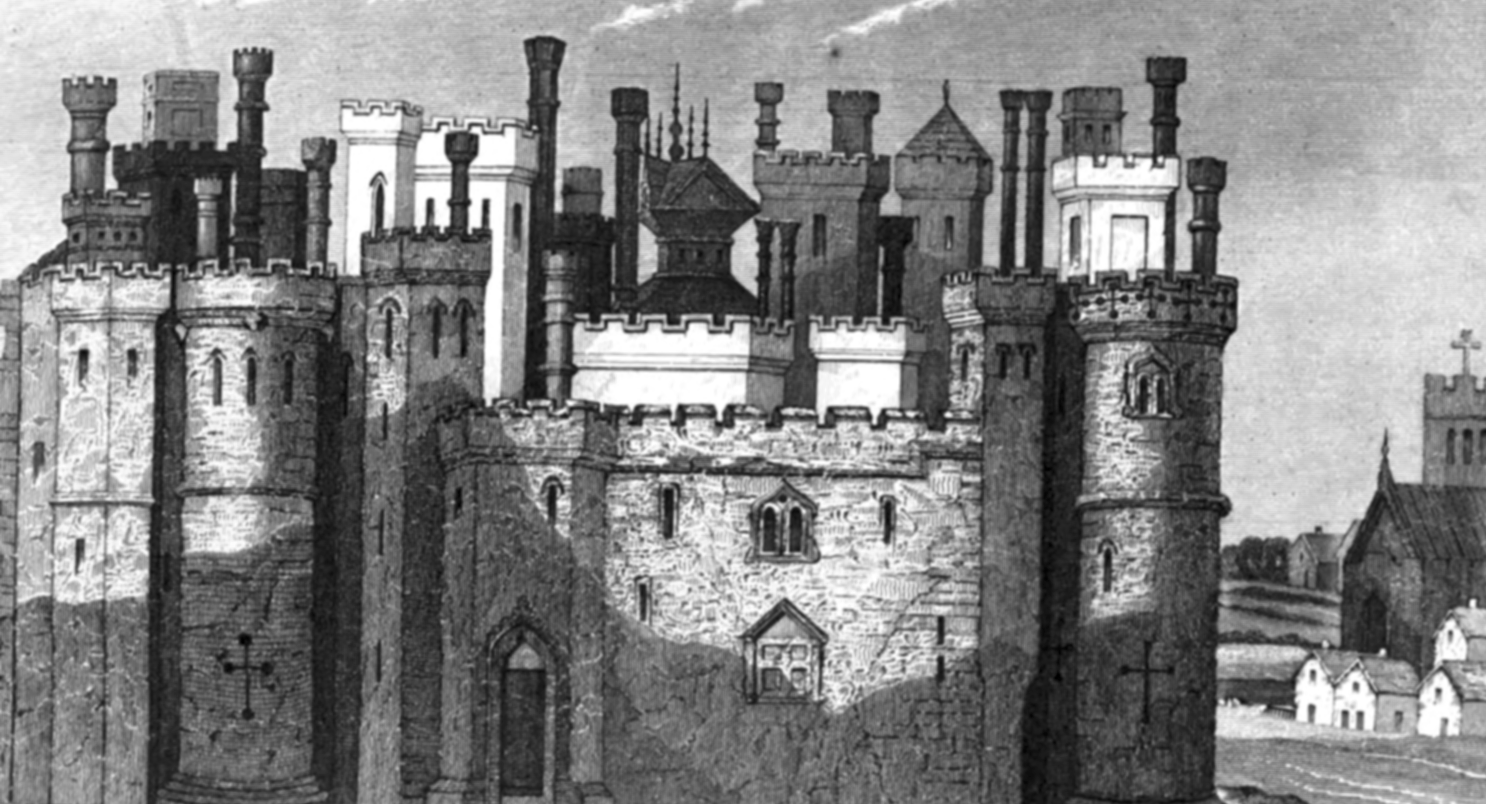
Melbourne Castle auf einem Druck aus dem 19. Jahrhundert nach einer Zeichnung von 1602

Melbourne Castle ist eine Burgruine in Melbourne in der englischen Grafschaft Derbyshire. Die Burg wurde an Stelle eines älteren Herrenhauses errichtet, das in der Regierungszeit König Johann Ohnelands als Unterkunft für Adlige gedient hatte, die im nahegelegenen königlichen Park jagten. Der Bau der Burg begann 1311 für Thomas Plantagenet, 2. Earl of Lancaster, und wurde bis 1322, kurz vor dessen Hinrichtung, fortgeführt. Die Burg wurde dann aber nie fertiggestellt.
Seit dem Beginn des 14. Jahrhunderts war Melbourne Castle hauptsächlich in Besitz der Earls und Dukes of Lancaster sowie der Krone. Verbesserungen und Reparaturen wurden in dieser Zeit durchgeführt, vornehmlich auf Geheiß von John of Gaunt, und so befand sich das Gebäude das ganze 15. und den ersten Teil des 16. Jahrhunderts über in allgemein gutem Zustand. Jean I. de Bourbon war ab 1415, nach seiner Gefangennahme in der Schlacht von Azincourt, 19 Jahre lang auf Melbourne Castle inhaftiert. Auch galt die Burg als mögliches Gefängnis für Maria Stuart, wenn auch die Geschehnisse später dafür sorgten, dass sie an anderer Stelle gefangen gehalten wurde.
Am Ende der Regierungszeit Elisabeth I. befand sich die Burg im Niedergang. Das Mauerwerk war zwar noch in gutem Zustand, aber der Verzicht auf größere Erhaltungsarbeiten führte dazu, dass andere Teile des Baus schnell verfielen. 1604 kaufte Henry Hastings, 5. Earl of Huntingdon, der seine eigene Burg im nahegelegenen Ashby-de-la-Zouch besaß, die Grundherrschaft von Melbourne. Das Anwesen in Melbourne gab er dann auf und die Burg diente als Quelle für Baumaterialien. Heute sind von Melbourne Castle nur noch ein etwa 15 Meter langes und 4 Meter hohes Mauerstück sowie einige Fundamente erhalten. Über das innere Layout des Gebäudes weiß man nichts. Die Ruine hat English Heritage als historisches Bauwerk II. Grades gelistet und es gilt als Scheduled Monument. Sie ist nicht öffentlich zugänglich.

## Hintergrund
Melbourne ist eine Marktsiedlung in South Derbyshire, nahe am River Trent, die vermutlich aus Gebäuden in Verbindung mit der königlichen Grundherrschaft südlich der Siedlung in Kings Newton entstanden ist. Melbourne Castle wurde auf dem Gelände eines früheren Herrenhauses, dessen Bauzeit nicht bekannt ist, errichtet; man erzählt sich, dass die Grundherrschaft bereits um das Jahre 900, in der Regierungszeit Alfreds des Großen begründet wurde, aber es gibt keine Beweise hierfür. Wie im Domesday Book aufgezeichnet, war die Grundherrschaft von Melbourne und seine Ländereien vor der normannischen Eroberung Englands das Eigentum von König Eduard dem Bekenner. Dann fiel das Anwesen in die Hände von Wilhelm dem Eroberer. Nach der Schaffung der Diözese Carlisle 1133 verlehnte König Heinrich I. die Grundherrschaft auf Lebenszeit an Æthelwold, den ersten Bischof. Einige Zeit später ließ die Diözese eine Palast in der Nähe auf dem Grundstück der heutigen Melbourne Hall errichten. Als Bischof Æthelwold 1156 starb, fiel die Grundherrschaft an die Krone zurück.
Der königliche Jagdpark in der Nähe von Melbourne wurde vermutlich um 1200 auf Geheiß von König Johann Ohneland geschaffen und der König soll mindestens fünfmal in dem Herrenhaus übernachtet haben. König Johann verlehnte die Grundherrschaft und die zugehörigen Ländereien an Hugh Beauchamp; es scheint aber, dass sie bald an die Krone zurückfielen und um 1230 von König Heinrich III. an Bischof Walter Mauclerk von Carlisle gegeben wurden. Das Anwesen fiel nach dem Tod des Bischofs 1248 an die Krone zurück und König Heinrich gab es 1265 an seinen Sohn, Edmund Crouchback, 1. Earl of Lancaster. Später scheint die Grundherrschaft an einen Philip Mark vergeben worden zu sein, und dann fiel sie an Thomas Plantagenet, 2. Earl of Lancaster, den Sohn des Königs. Dies geschah 1298, als er volljährig war, wobei sein Vater zwei Jahre vorher verstorben war. Frühe Unterlagen über das Haus selbst sind rar, aber es gibt Aufzeichnungen über Reparaturen an den Rinnsteinen im Jahre 1246 und am Dach des königlichen Schlafgemachs im Jahre 1248.

## Beschreibung

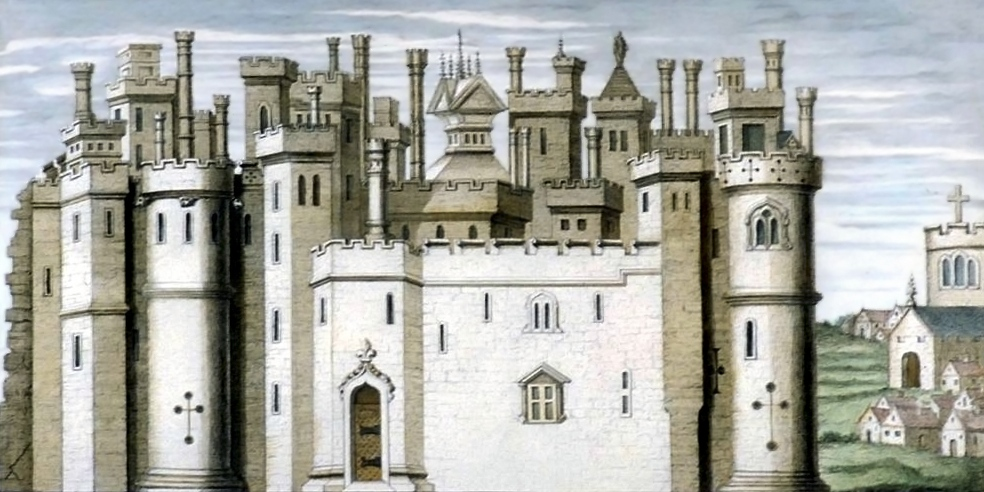
Druck von 1733 einer Zeichnung der Burg von etwa 1580

Die Burg wurde im Osten der Siedlung aus dem 14. Jahrhundert auf einem leicht erhöhten Gelände errichtet. Die äußeren Mauern der Burg umschlossen eine Fläche von etwa 2,8 Hektar, aber einschließlich der Nebengebäude, anderen Hilfsbauten und Obsthainen soll das gesamte Burggelände mindestens 8 Hektar umfasst haben. Die Mauern wurden aus Geröll gebaut und mit Werkstein verkleidet und sogar ohne die frühere, geglättete Verkleidung waren die Mauern etwa 3 Meter dick.
Alles, was man heute noch über das Erscheinungsbild der Burg weiß, stammt von zeitgenössischen Zeichnungen. Auch wenn das modernen Augen als phantastisch erscheinen mag, gibt es doch besser erhaltene Anwesen, die in einigen Details mit Melbourne Castle übereinstimmen. Tutbury Castle und Pontefract Castle haben gleichartige Torhäuser und Kapellen; der Mound von Tutbury Castle und die Kurtine von Pontefract Castle sind ebenfalls denen auf den Zeichnungen ähnlich. Sandal Castle hat einen mehreckigen Turm, der den abgebildeten von Melbourne Castle gleicht, und dies kann man auch an den noch erhaltenen Fundamenten im Melbourne sehen.
Ein Backhaus, eine Küche und eine Kapelle hatte die Burg nachweislich, ebenso wie einen Rittersaal, ein Paradeschlafzimmer und eine Zugbrücke, aber Details des inneren Layouts der Burg sind nicht bekannt.

## Geschichte

### Frühe Jahre

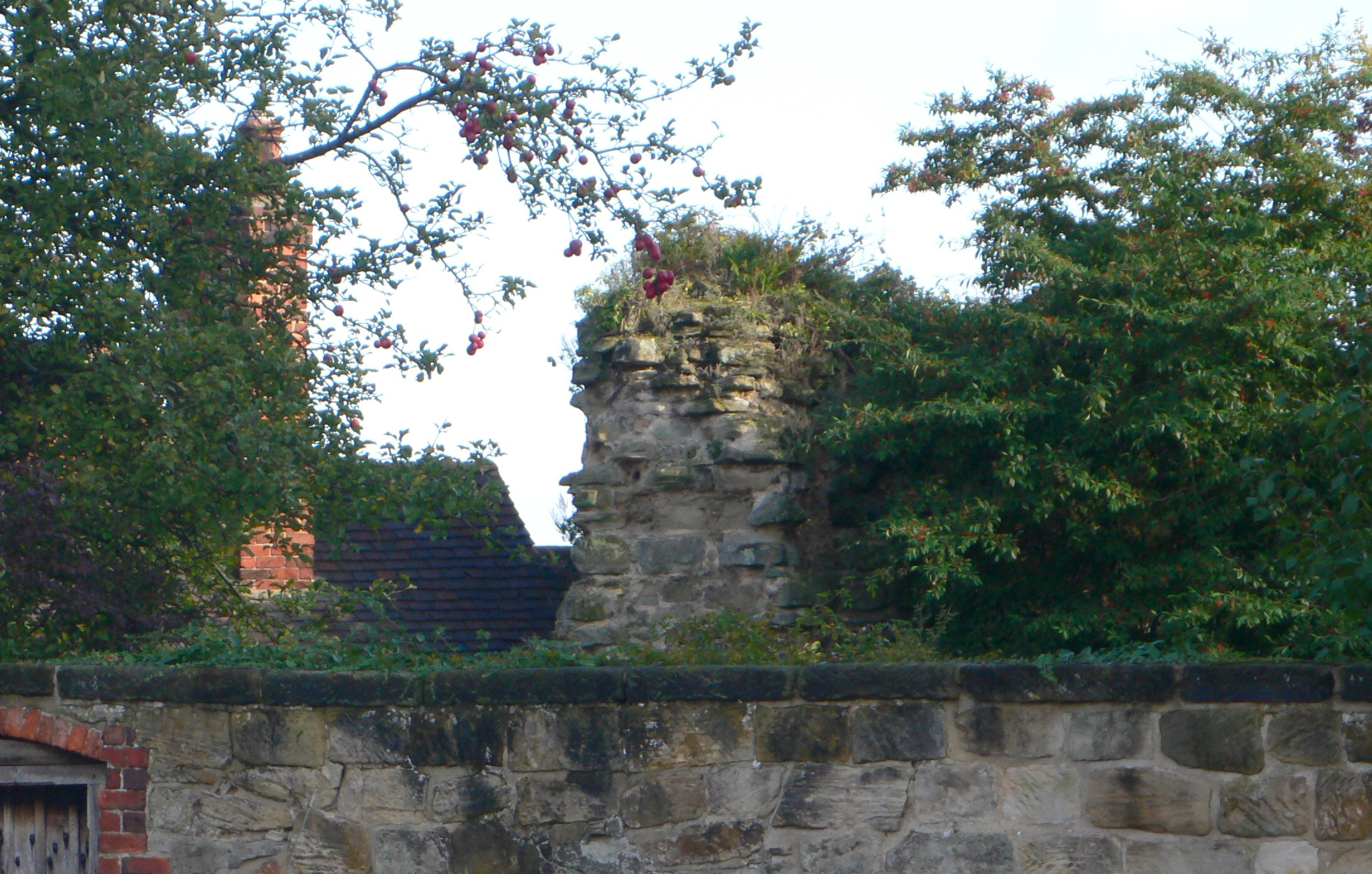
Das Endstück der erhaltenen Mauer

Earl Thomas vergab die Grundherrschaft im Februar 1308 an seinen Steward Robert de Holand. 1311 erhielt Robert de Holland von Eduard II. eine königliche Lizenz, sein Herrenhaus zu befestigen (engl.: Licence to Crenellate), und so wurde das bescheidenere frühere Gebäude zwischen 1311 und 1322 in eine Burg umgebaut. Man erzählt sich in der Gegend, dass die Bausteine aus einem Steinbruch auf dem Gelände des heutigen Melbourne Pool stammten. Die Aufzeichnungen zeigen, dass das Projekt in den Jahren 1313–1314 £ 1313 verschlang, wovon £ 548 an die Maurer und für den Werkstein der Verkleidung bezahlt wurden. Etliche Maurer, die an diesem Projekt arbeiteten, waren 1315 in eine Schlägerei in Ravenstone verwickelt. Die wichtigen mittelalterlichen Gebäude in Melbourne wurden aus dem örtlichen Gestein, Millstone Grit, erbaut. Dies ist grobkörniger Sandstein, den man zu Werkstein hoher Qualität verarbeiten kann. Die Siedlung war bis zum Ende des 18. Jahrhunderts um die Kirche, die Burg und die High Street herum aufgebaut.
Earl Thomas nahm zusammen mit anderen Baronen König Eduards Favoriten, Piers Gaveston gefangen und tötete ihn 1312. Dennoch weilte der König 1314 auf Melbourne Castle. Eine Zeitlang kontrollierte der Earl, ein Freund der Schotten, nach König Eduards Niederlage in Bannockburn der größte Teil von England, aber 1321 hatte der König eine Armee ausgehoben und verjagte Earl Thomas aus den Midlands. Die Burgen der Lancastrianer in Melbourne und Tutbury waren verlassen und von örtlichen Pöbel geplündert. Earl Thomas unterlag schließlich in der 1322 in der Schlacht bei Boroughbridge. Er wurde schnellstens hingerichtet und Robert de Holland wurde 1328 enthauptet. Der König sandte eine Garnison auf Melbourne Castle und ernannte einen Steward, Ralph Basset als Ersatz für den amtierenden John de Hardedeshull. Im März wurden die Plünderer der Burg inhaftiert und bis April hatte König Eduard seine Truppen zurückgezogen. Er ernannte Robert Tocher und Roger de Beler 1323, um die Verwaltung seiner Besitzungen in Melbourne zu unterstützen, indem sie Geld einsetzten, das aus den Konfiszierungen der Besitzungen der Rebellen in Staffordshire stammte. König Eduard weilte 1325 nochmals auf Melbourne Castle und setzte dort das Recht auf Erhebung von Wegzöllen für die Männer des nahegelegenen Swarkestone fest, damit die Brücke über den Trent repariert werden konnte.

### Verbesserungen durch das Haus Lancaster

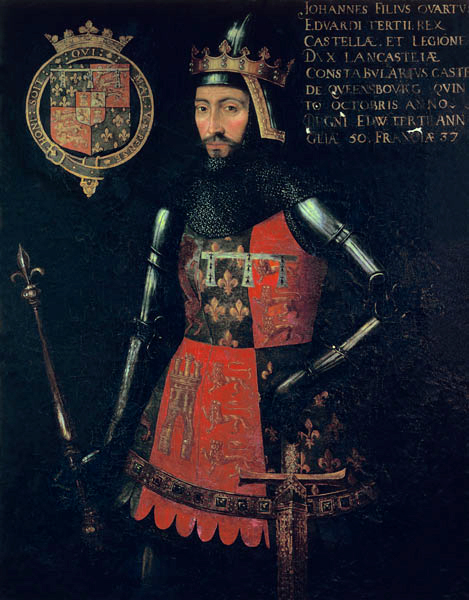
John of Gaunt ließ an der Burg Ende des 14. Jahrhunderts wichtige Verbesserungen vornehmen.

Die Burg, die bei Earl Thomas’ Hinrichtung immer noch unvollendet war, und ihre Ländereien blieben Eigentum der Krone, bis sie 1327 an Henry Plantagenet, 3. Earl of Lancaster, den Bruder von Earl Thomas vergeben wurden. Später fielen sie an den Henry Plantagenets Sohn, den 4. Earl, der zum ersten Duke of Lancaster ernannt wurde. Als der Duke 1361 starb, war Ingram Fauconer sein Konstabler, der eine Jahresrente von £ 10 auf Lebenszeit erhielt, wobei weitere £ 5 im Jahr an seine Gattin gingen. Henry Plantagenets Erbin war Blanche, die Gattin von John of Gaunt. Herzog John of Gaunt bestätigte Fauconers Leibrente, als er in Besitz der Ländereien von Lancaster kam.
Peter Melbourne wurde 1377 zum Statthalter der Ländereien von Melbourne gemacht. Er erhielt ein jährliches Einkommen von £ 10 und darüber hinaus 1386 eine zusätzliche Zahlung von 66 s 8 d sowie 10 Mark (£ 6 13 s 4 d) 1395. Die letztgenannte Zahlung erhielt er unter der Voraussetzung, dass er sich nicht um die Ämter des Konstablers oder des Parkstatthalters zu bewarb, die an seinen Sohn, dessen Name ebenfalls Peter war, gefallen waren. Peter Melbourne der Jüngere war auch in den Aufstieg des künftigen Königs Heinrich IV. während der Regentschaft von König Richard II. verwickelt. Im März 1399 wurde er erneut zum Konstabler und Steward der Grundherrschaft von Derbyshire ernannt, gab aber bereits im April desselben Jahres seiner Ämter gegen eine jährliche Leibrente von König Richard auf, der die lancastrianischen Ländereien konfisziert hatte, als John of Gaunt früher in diesem Jahr gestorben war. Nachdem Heinrich den englischen Thron erobert hatte, wurde Peter Melbourne im Oktober 1399 als Konstabler bestätigt und sein Jahresgehalt von £ 10 auf 100 Mark (£ 66) angehoben. Im Folgejahr bekam er Land in Derbyshire verlehnt, das von Thomas Merke, dem Bischof von Carlisle und Mitverschwörer gegen den König konfisziert worden war.
Das Herzogtum Lancaster verbesserte das Anwesen im 14. und 15. Jahrhundert weiter und dehnte es aus. John of Gaunt ließ 1392–1393 die Fenster im Rittersaal und im Paradeschlafzimmer verglasen und auch andere Arbeiten durchführen. Er ließ 1393–1394 die Zugbrücke reparieren und 1399–1400 die Wasserversorgung mit Rohren verbessern, die aus einer Einziehung zwei Jahre vorher stammten.
Neunzehn Jahre lang diente die Burg als Gefängnis für Jean I. de Bourbon, nachdem man ihn in der Schlacht von Azincourt 1415 gefangen genommen hatte. Sein Bewacher war Nicholas Montgomery der Jüngere. Der Geschichtswissenschafter John Joseph Briggs postulierte im 19. Jahrhundert, dass in den Rosenkriegen die Burg von den lancastrianischen Truppen von Margarete von Anjou teilweise abgerissen wurde, aber, da ihr Feldzug der Great North Road folgte, war es vermutlich Melbourn in Cambridgeshire, das sie plünderte, und nicht Melbourne in Derbyshire.
1545 berichtete der Antiquar John Leland an König Heinrich VIII., dass das Anwesen sich in gutem Zustand befände, sodass es als “schön und in recht gutem Zustand” beschrieben werden konnte, vermutlich nach Reparaturen in der Regierungszeit Eduards IV., als Sir ‘’Ralph Shirley’’, ein Befehlshaber in Azincourt, Gouverneur der Burg war.

### Niedergang

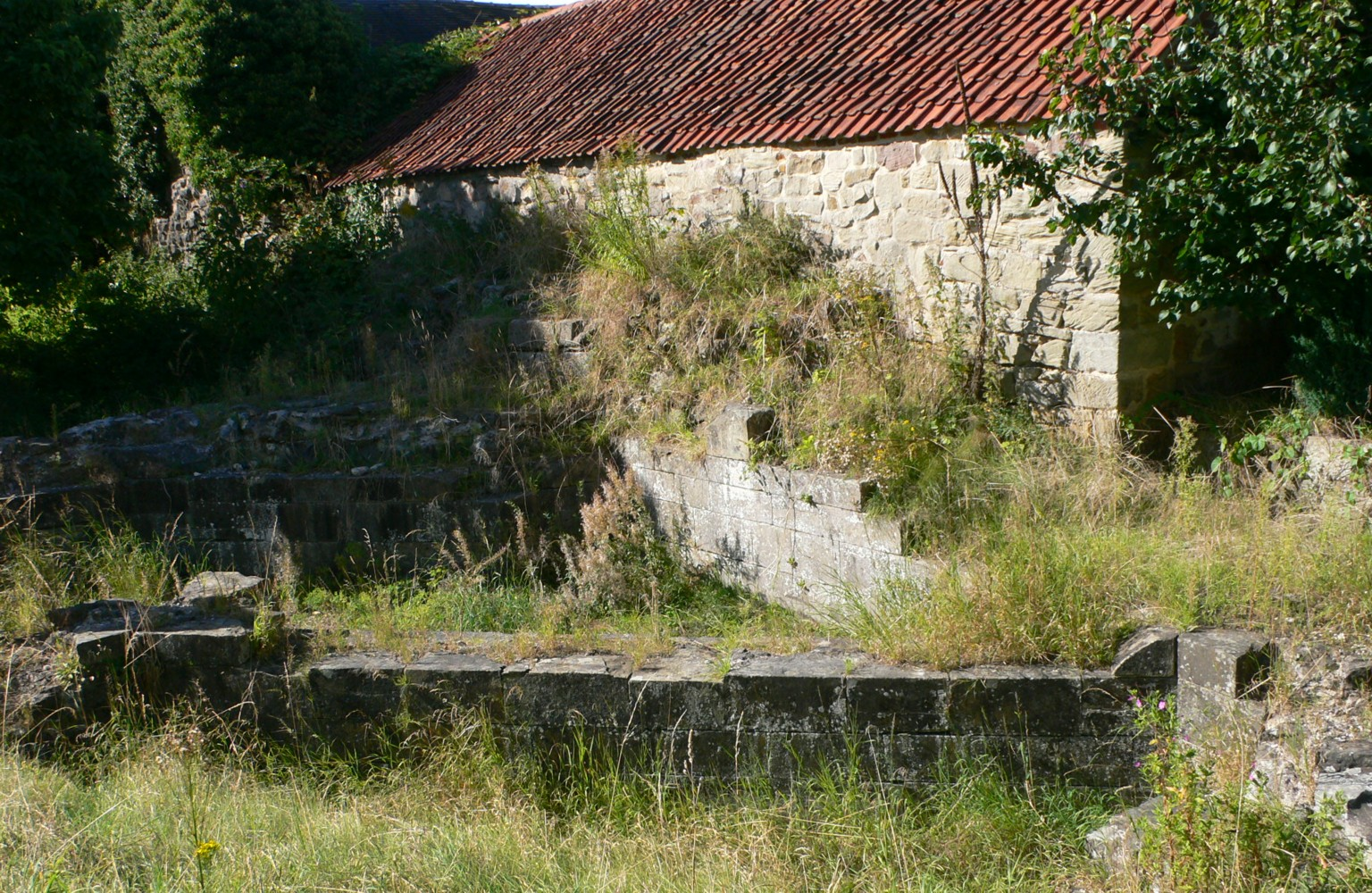
Die Fundamente der Tourelle (im Vordergrund)

Als Elisabeth I. Königin wurde, ordnete sie Berichte über ihre Burgen an. Aus einem Bericht von 1562 konnte sie erkennen, dass nur zehn Burgen im Norden ihres Reiches der Erhaltung wert waren; Melbourne Castle war nicht darunter. Ein weiterer Bericht von 1576 erwähnt, dass trotz des guten Zustandes des Mauerwerks (mit Ausnahme eines Kamins und eines Fensters) die Holzteile der Burg verrottet waren und die Dacheindeckung voller Löcher war; eine Küche soll kurz vor dem Einsturz gewesen sein und eine weitere benötigte einen Austausch des Bodens. Im selben Jahr schrieb George Talbot, 6. Earl of Shrewsbury, an die Königin, um ihr zu versichern, dass die Burg in gutem Zustand sei, einen Wert von £ 1000 besitze und für £ 100 repariert werden könne. Weil er für die Unterhaltung der gefangenen Maria Stuart und ihrer 140 Gefolgsleute verantwortlich war, hoffte er, dass sie auf Melbourne Castle verlegt würde. 1583 wurde die Burg erneut inspiziert, um zu prüfen, ob sie für die Unterkunft der gefangenen Königin geeignet wäre. Auch wenn die Räume in Anzahl und Qualität ausreichend gewesen wären, wurde das unfertige Gebäude als „unvollständig an jeder Ecke“ eingeschätzt. Die großen Räume würden eine Aufteilung benötigen, die Böden seien aus Erde und Pflaster und es gäbe keinen gepflasterten Burghof. Es hieß, „sobald man aus der Türe heraus sei, stünde man im Dreck, denn es sei sehr schlammig und unangenehm, um das besagte Haus herumzugehen.“ 1584 entschloss sich Königin Elisabeth doch, Maria Stuart auf Melbourne Castle zu verlegen, nur damit man den Plan fallen ließ, nach der Babington-Verschwörung die englische Königin umzubringen und ihre schottische Base auf den Thron zu setzen.
1597 diente die Burg als Viehsammelstelle, auch wenn ein Bericht von 1602 Königin Elisabeth versicherte, dass es sich um eine „schöne, alte Burg“ in den Händen von Gilbert, Earl of Shaftsbury, handelte. Der jährliche Lohn des Konstablers in Höhe von £ 10 war der gleiche, den Ingram Fauconer 140 Jahre vorher erhalten hatte.
Im Jahre 1604 kaufte Henry Hastings, 5. Earl of Huntingdon, Burg und Ländereien für £ 4700. Sein Familiensitz, Ashby de la Zouch Castle, war nur 11 km entfernt. Zwischen 1610 und 1637 wurde Melbourne Castle abgerissen und die Baumaterialien für andere Bauprojekte genutzt. Bis 1629 war vermutlich das gesamte oberirdische Mauerwerk abgebrochen. Sir John Coke von der Melbourne Hall erhielt im selben Jahr eine Erlaubnis vom Bischof von Carlisle, Bausteine von den Fundamenten der Burg zu entnehmen. Einige Steine aus der Verkleidung wurden zur Reparatur des Wehrs in King's Mill genutzt, worin einige die Worte eines örtlichen Propheten erfüllt sahen, der sagte: „Die Wasser des Trent sollen die Türme von Melbourne Castle überfluten“. Die Ländereien der Hastings wurden nach und nach verkauft und das Burggelände wurde von Earl Moira 1811 veräußert.

## Ruinen und Archäologie

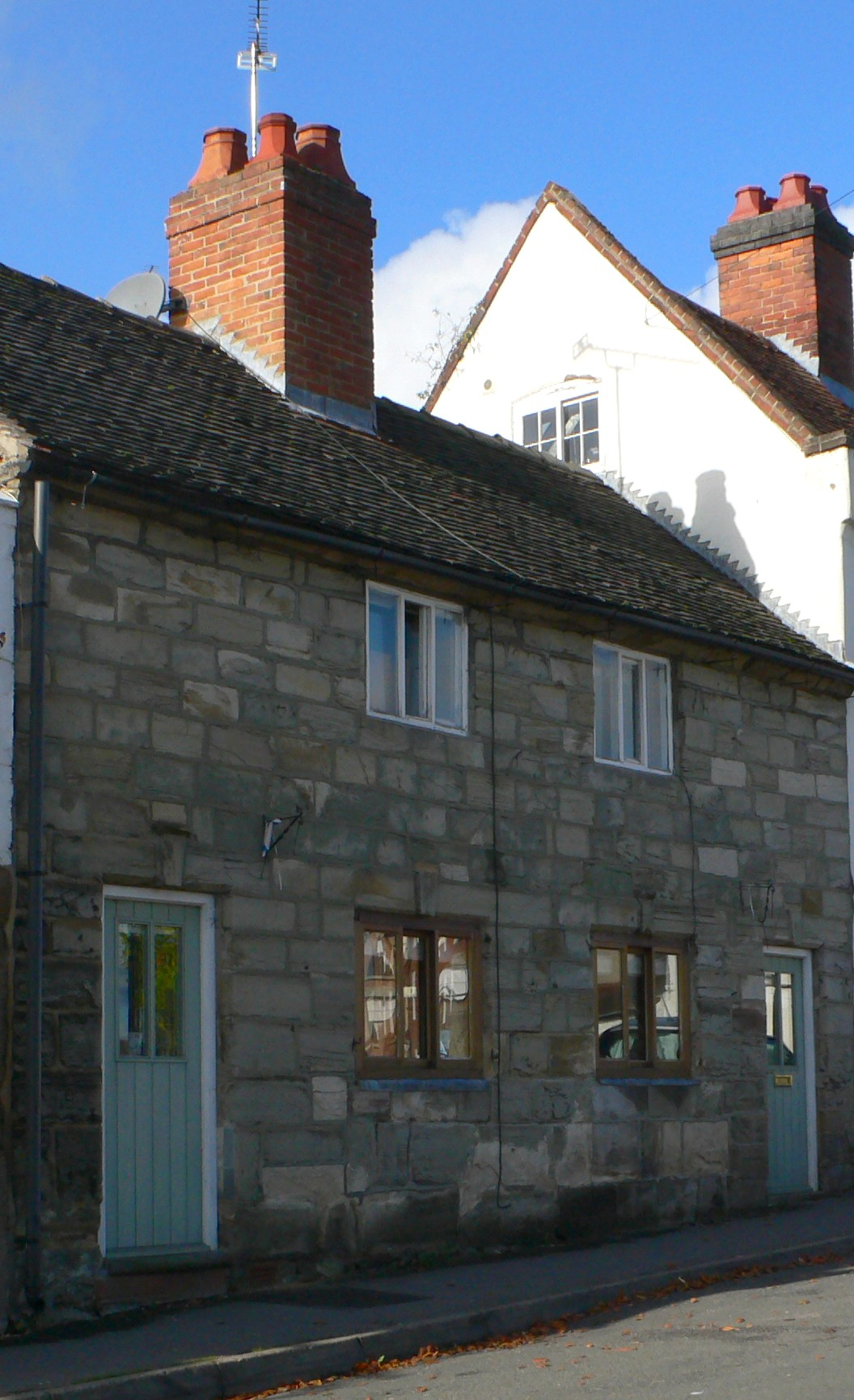
Die Häuser 43 Castle Street und 45 Castle Street sind mit Werksteinen der alten Burg verkleidet.

Ein Mauerabschnitt von etwa 15 Meter Länge und 4 Meter Höhe ist bis heute erhalten geblieben, der in die Nordseite eines Nebengebäudes eines angrenzenden Bauernhofes integriert wurde. Die Ruinen und der spätere Bauernhof sind zusammen als historische Bauwerke II. Grades gelistet und die Überreste der Burg gelten als Scheduled Monument. Das Gebiet südlich des Mauerrestes wurde ausgeschachtet und man hat die Fundamente aus Werkstein von zwei vieleckigen Türmen entdeckt. Das Ausgrabungsgelände befindet sich östlich der Castle Street in einem Privatgarten, der nicht öffentlich zugänglich ist.
Einige der Bausteine, die aus der Burgruine entnommen wurden, nutzte man Mitte des 18. Jahrhunderts zum Bau der Wohnhäuser 43 Castle Street und 45 Castle Street, die heute ebenfalls als historische Bauwerke II. Grades gelistet sind, sowie anderer Wohnhäuser, die heute nicht mehr existieren, weil sie abgerissen wurden, um Platz für den Bau der Castle-Mill-Textilfabrik zu schaffen. Die Mühle, die ebenfalls nicht mehr existiert, soll auf den bis zu 4 Meter breiten Fundamenten der Burg errichtet worden sein; ebenfalls steht das Haus 15 Castle Street auf alten Fundamentmauern. Vermutlich wurde auch zum Bau der früheren Melbourne Furnace (Eisenschmelze) und der Scheune der Furnace Farm Bausteine von der Burg genutzt.
Ausgrabungen zu Beginn des 19. Jahrhunderts förderten unterirdische Räume „von beträchtlichen Ausmaßen und sehr guter handwerklicher Ausführung“ zutage und bei Ausgrabungen gegen Ende desselben Jahrhunderts fand man beträchtliche Fundamente im Garten der Castle Farm. Auf dem Baugebiet von Castle Mill befindet sich ein heute überbauter, 2 Meter breiter und 15 Meter tiefer Brunnen und Bauarbeiten im Jahre 1961 förderten massive, 5 Meter breite Fundamente östlich der alten Mühle in Linie mit dem bis heute erhaltenen Mauerstück zutage. Bei Ausgrabungen in den Jahren 1969–1971 fand man ein ausgedehntes Netzwerk von Mauern, die mit Werkstein verkleidet waren, einen Türpfosten, den unteren Teil einer Wendeltreppe und Beweise für einen äußeren Burghof. Viele der Steine hatten Steinmetzzeichen. Bei Bauarbeiten im Jahre 1988 fand man Mauerwerk mit Bruchsteinkernen von zwei in Ost-West-Richtung verlaufenden Mauern in Testgräben. Mit Ausnahme des Geländes der Turmfundamente in der Nähe des bis heute erhaltenen Mauerrestes sind keine der archäologischen Funde sichtbar.